# Shimin Hiroba (Kobe Port Liner)
Shimin Hiroba (市民広場駅, Minatojima station) est une station de la Port Liner du métro automatique de Kobe New Transit. Elle est située 6 Minatojima Nakamachi, dans l'arrondissement Chūō-ku de Kobe, dans la préfecture de Hyōgo au Japon.
Mise en service en 1981, elle est desservie par les rames des lignes Port Liner Aéroport et Port Liner Boucle.

## Situation sur le réseau

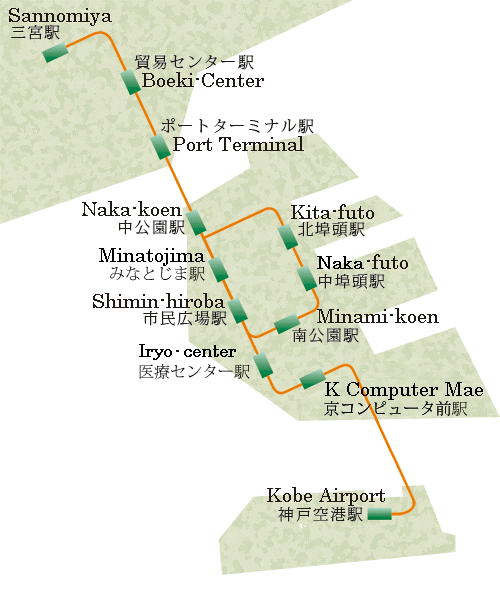
Plan de la ligne.

Établie en aérien Shimin Hiroba est une station de passage et de bifurcation de la Port Liner de Kobe New Transit. Sur Port Liner Aéroport, elle est située entre la station Minatojima, en direction du terminus nord Sannomiya, et la station Iryō Center,  en direction du terminus sud Aéroport de Kobe. sur la Port Liner Boucle, elle est située entre la station Minatojima et la station Minami Kōen de la boucle à voie unique.
Elle dispose d'un quai central encadré par les deux voies de la ligne vers l'aéroport, la voie unique de la boucle s'embranche à la sortie sud de la station.

## Histoire
La station Shimin Hiroba est mise en service le 5 février 1981, lorsque la compagnie Kobe New Transit ouvre à l'exploitation les 6,4 km, avec neuf stations, de la première section de sa ligne Port Liner de son métro automatique.

## Services aux voyageurs

### Accès et accueil

Installations
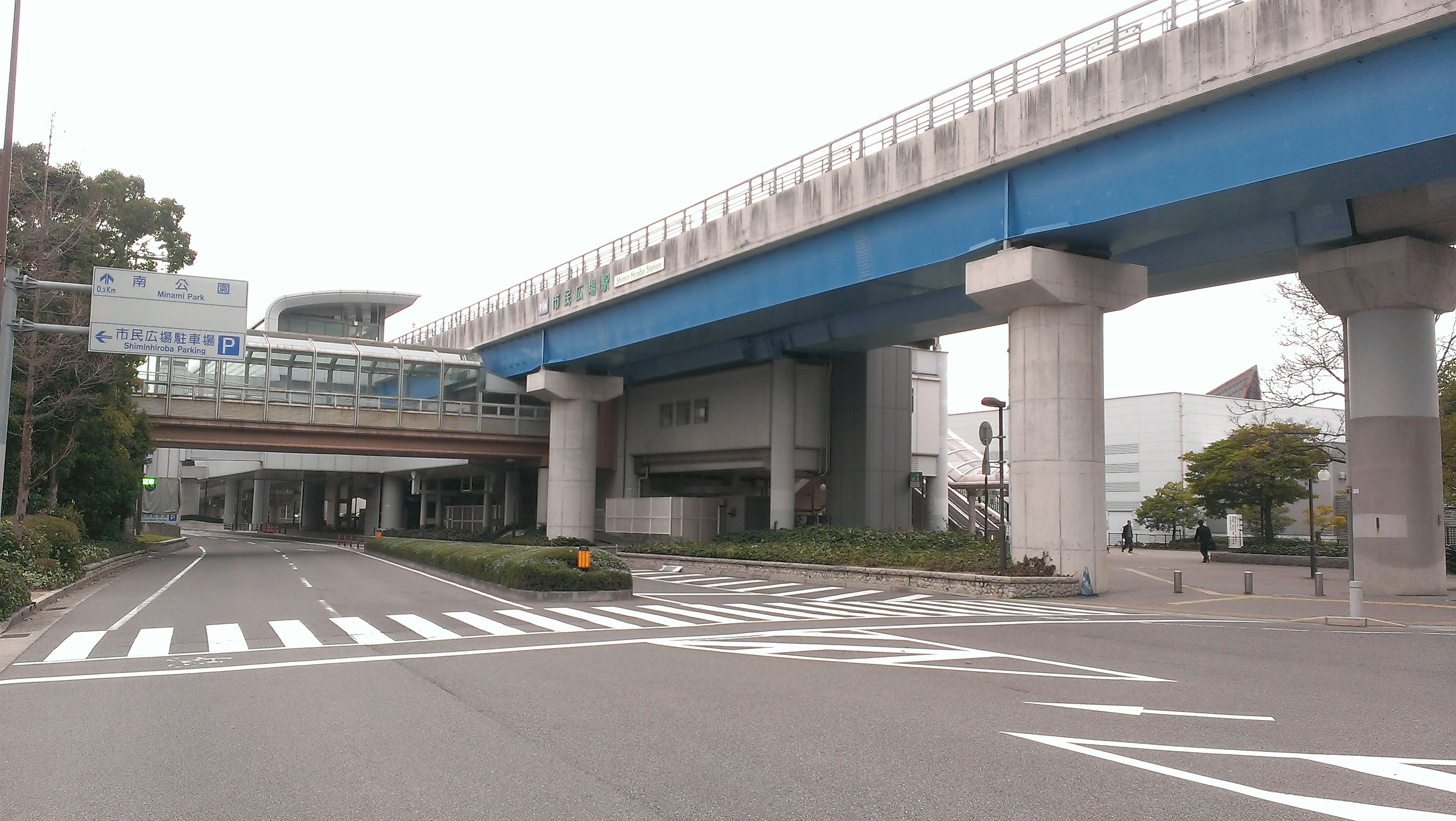
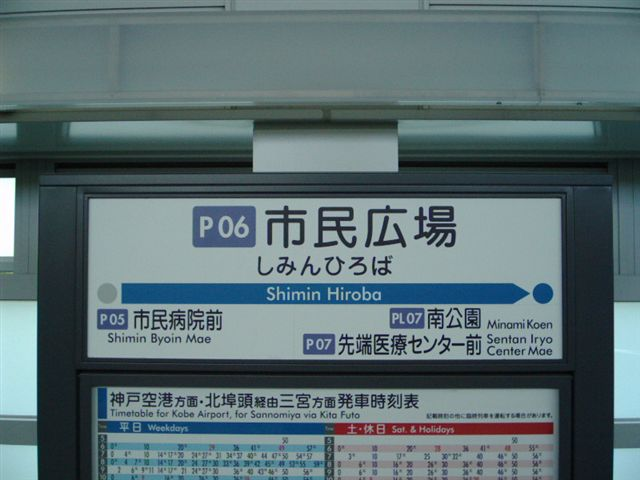
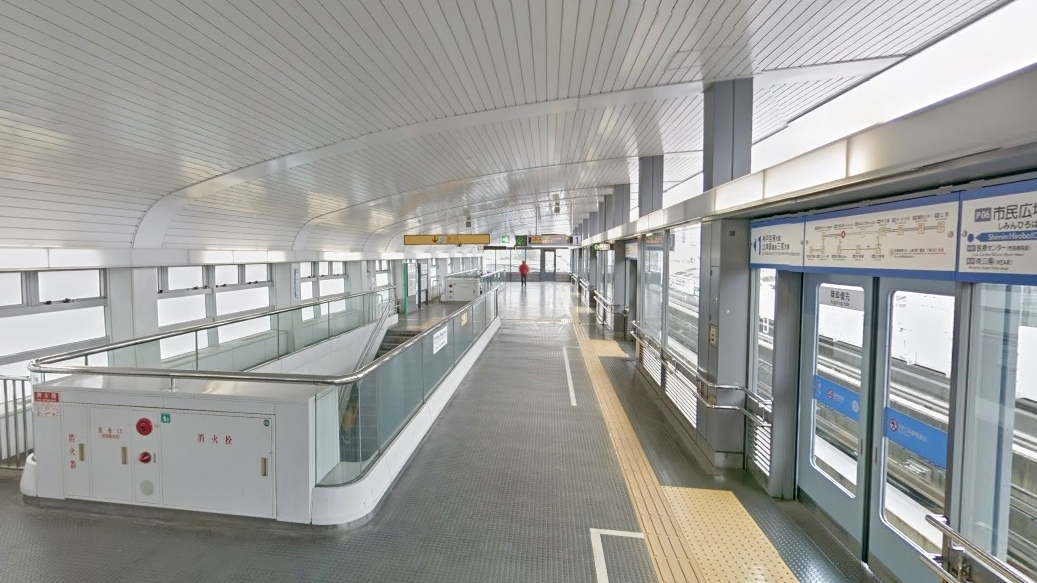

### Desserte

Installations et desserte
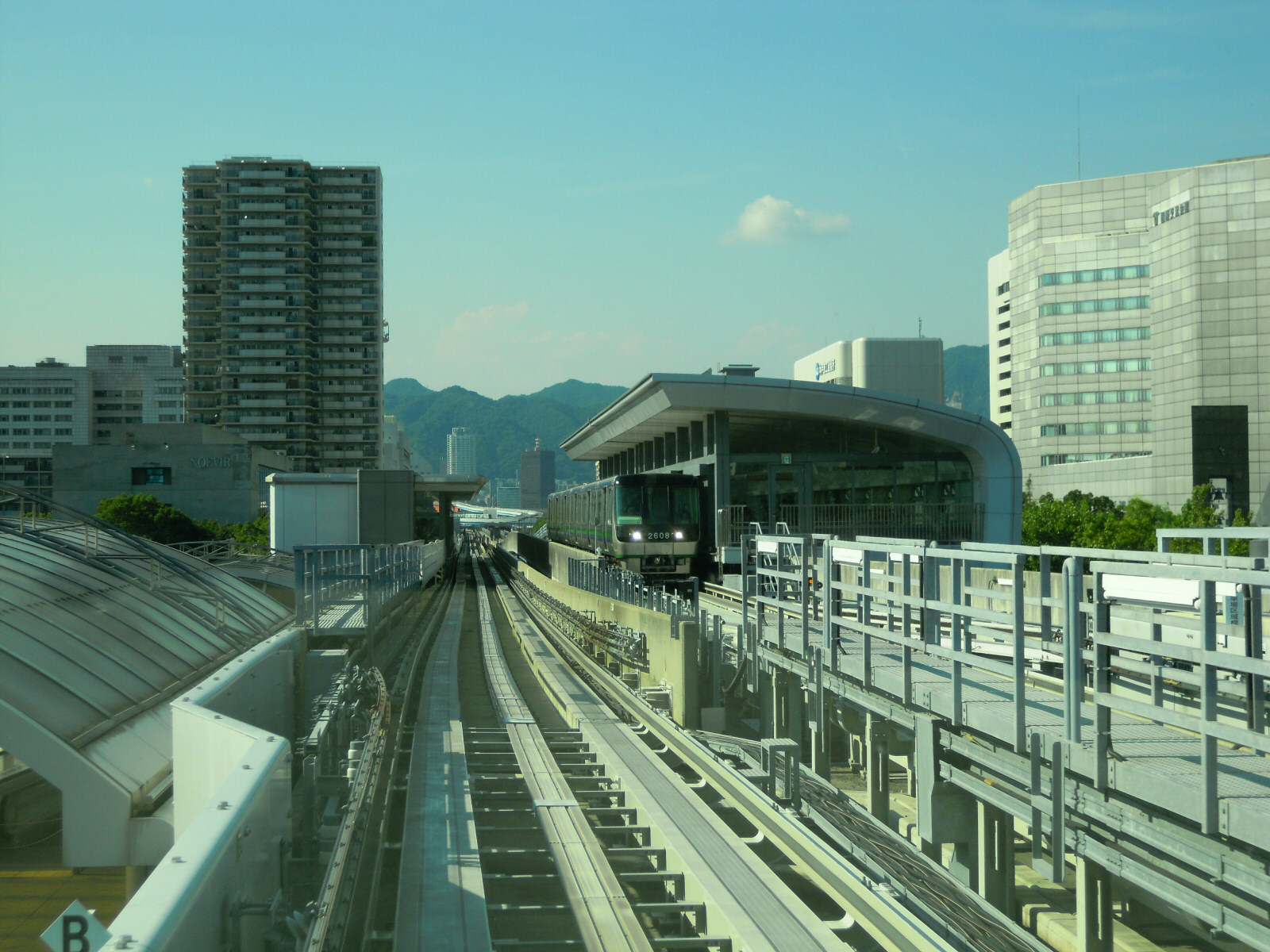
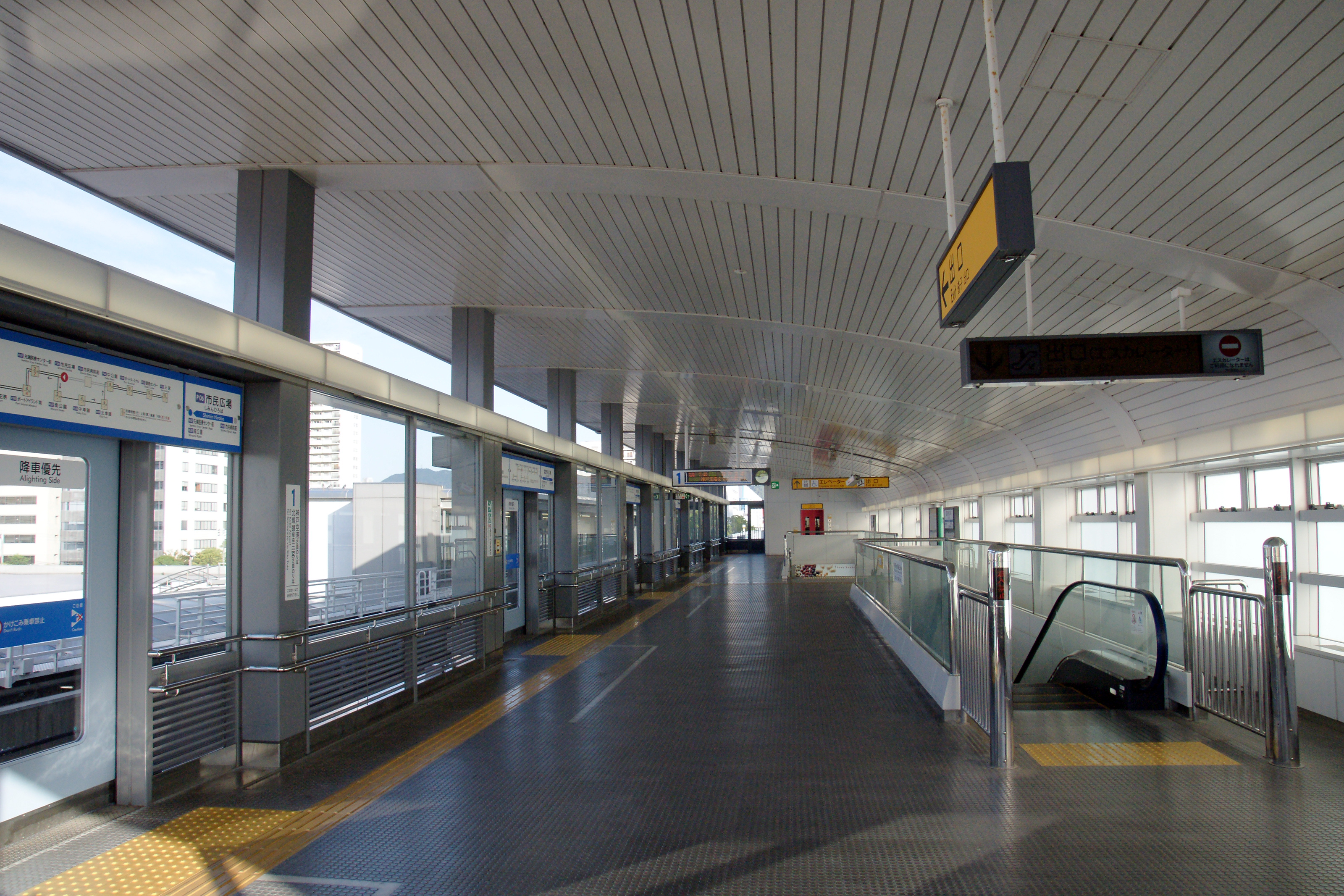
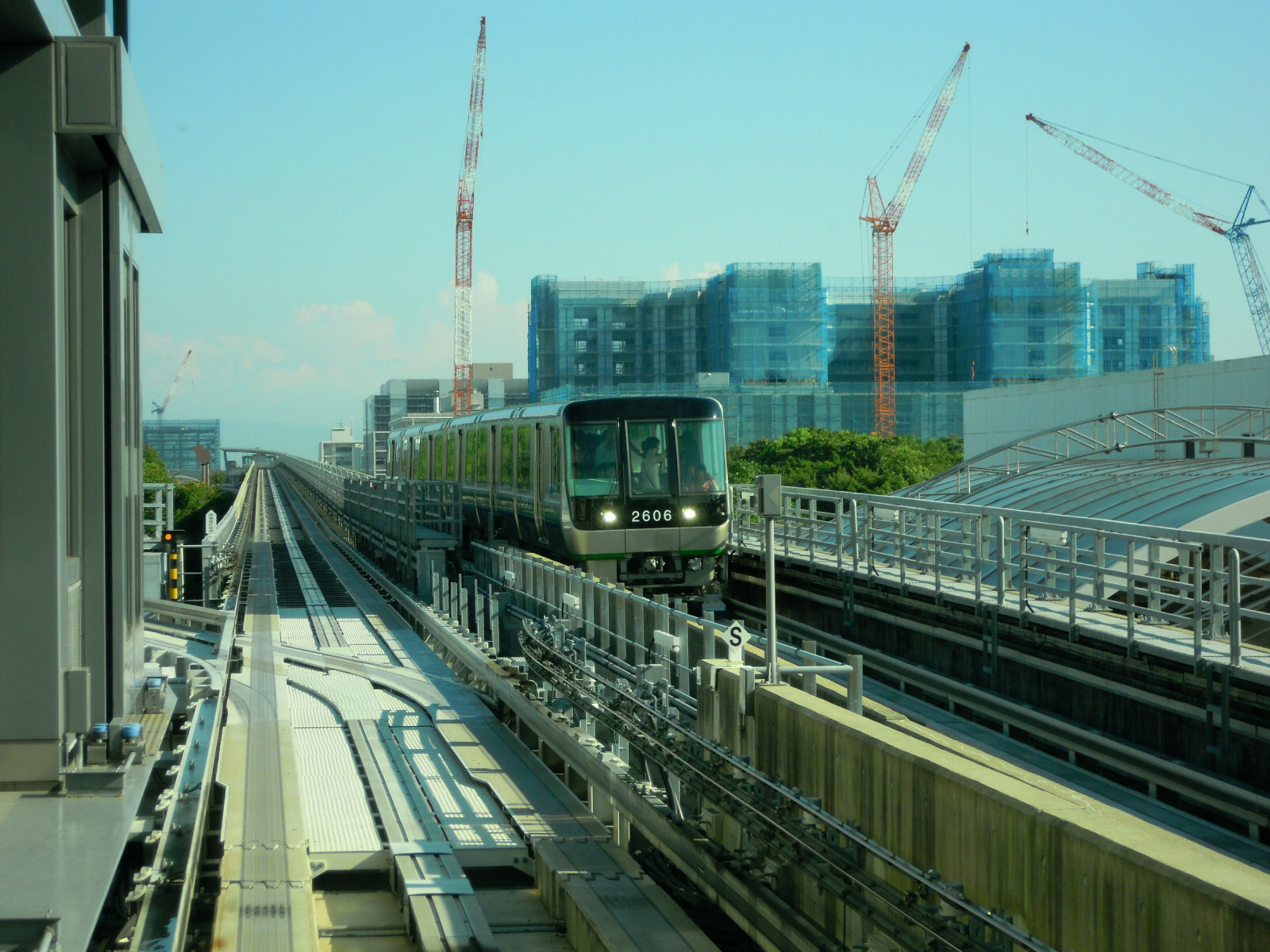